# 阿猴蜗牛
阿猴蜗牛（学名：Satsuma bacca）是柄眼目南亚蜗牛科菱蝸牛屬的一种。原生于台湾，树栖型。與恆春的班卡拉左旋蝸牛（Camaena batanica pancala；Schmacker & Böettger, 1891）外觀相似，惟其螺旋分別為左旋、右璇。